# 2021年バレーボール女子アジア選手権
2021年バレーボール女子アジア選手権（2021ねんバレーボールじょしあじあせんしゅけん）は、フィリピンで開催される予定であるバレーボールアジア選手権の第21回女子大会である。当初は、2021年8月29日-9月5日の開催予定で、上位2チームに2022年世界選手権出場権が与えられる予定であったが、コロナ禍の現状、9月末日（FIVBが定める世界選手権予選の期限）までの開催が困難となり、FIVBランキング上位の中国と日本に世界選手権出場権が与えられた。なお、当大会は2022年開催に向けてAVCとFIVBが協議していたが、新型コロナウイルスの感染再拡大により2021年12月3日に開催中止が発表された。

## 出場チーム
以下の条件で開催国を選出する。
- 開催国
- 2019年アジア選手権10位以内
- アジアバレーボール連盟(AVC)傘下の各地区の5連盟（東アジア、東南アジア、中央アジア、西アジア、オセアニア）から5チーム選出（必要に応じて予選が開催される。）

## 2021年8月開催予定から一旦は延期も中止へ
当初はフィリピンで2021年8月29日より開催予定で、以下の12チームのエントリーがあった。
| 開催国                      | フィリピン |
| 2019年アジア選手権 10位以内 | 日本 · タイ · 韓国 · 中華人民共和国 · カザフスタン · チャイニーズタイペイ · イラン · インドネシア · オーストラリア · インド |
| 中央アジア選出              | ネパール |

しかし、中国が国内大会と重なる理由で出場辞退。また、新型コロナウイルス(COVID-19)の変異株の影響を受けていると特定された国として、日本、ネパール、インドも出場辞退となった。また、インドネシアも出場辞退した。中央アジアからは、新たにウズベキスタンが出場となった。これで、出場予定チームは、8チームとなった。
2021年7月16日、組分け抽選が開催され、以下のような組分けとなった。括弧内の数字は2019年アジア選手権の順位を表す。
| プール     | プールA                                                                                | プールB                                               |
| ---------- | -------------------------------------------------------------------------------------- | ----------------------------------------------------- |
| 出場チーム | フィリピン (開催国) · カザフスタン (5) · チャイニーズタイペイ (6) · ウズベキスタン (-) | タイ (2) · 韓国 (3) · イラン (7) · オーストラリア (9) |

組分け抽選が行われた後、韓国も感染症流行の影響で派遣困難となり出場辞退となった。
コロナ禍の現状、予定通りの開催が困難な状況となり、8月24日の第44回AVC理事会をもって、延期が確定した。9月末日（FIVBが定める世界選手権予選の期限）までの開催が困難であるため、上位2チームに与えられる予定であった2022年世界選手権出場権は、FIVBランキング上位の中国と日本に与えられた。AVCは、2022年5月の開催を決断し、FIVBに提案した。しかし、新型コロナウイルスの感染再拡大により2021年12月3日に開催中止が発表された。

## 開催地・日程
- 開催地： フィリピン
  - 開催都市：サン・フェルナンド
  - 会場：Bren Z. Guiao Sports Complex and Convention Center（英語）
- 日程：2021年8月29日-9月4日[4]⇒中止

## 順位決定方式
各プールの順位は以下のように定める。
1. 勝数の多いチームを上位とする。
2. 勝数が等しい場合は、試合ごとにセットカウントにより与えられる獲得ポイントの多いチームを上位とする。
3. 勝数・獲得ポイントが等しい場合は、セット率（得セット÷失セット）で上位を決める。
4. それでも決着がつかない場合は、得点率（得点÷失点）で上位を決める。
5. それでも決着がつかない場合は、当該チームの対戦成績で1～4の順で比較して上位を決める。

| 獲得ポイント   | 獲得ポイント | 獲得ポイント |
| セットカウント | 勝利         | 敗戦         |
| -------------- | ------------ | ------------ |
| 3-0            | 3            | 0            |
| 3-1            | 3            | 0            |
| 3-2            | 2            | 1            |